# ディレクションズ・イン・ミュージック〜マイルス&コルトレーン・トリビュート
『ディレクションズ・イン・ミュージック〜マイルス&コルトレーン・トリビュート』（原題：Directions in Music: Live at Massey Hall）は、アメリカ合衆国のジャズ・ミュージシャン、ハービー・ハンコック、マイケル・ブレッカー、ロイ・ハーグローヴが連名で2001年に録音・2002年に発表したライブ・アルバム。

## 背景
マイルス・デイヴィスとジョン・コルトレーンの生誕75周年を記念したツアーのうち、トロントのマッセイ・ホールにおける公演の模様が収録された。収録曲のうち「ザ・ポウイット」、「ミステリー」、「D・トレーン」は本作の参加メンバーが新たに書き下ろした新曲で、「D・トレーン」を作曲したブレッカーは「西アフリカのリズムを漠然と取り入れた曲で、コルトレーンのアフリカ音楽色の強い曲に影響を受けた」と説明している。また、コルトレーンのカヴァーのうち「ナイーマ」はブレッカーの無伴奏ソロとして演奏された。

## 反響・評価
アメリカの『ビルボード』ではジャズ・アルバム・チャートで2位に達した。第45回グラミー賞では、本作が最優秀ジャズ・インストゥルメンタル・アルバム賞を受賞し、収録曲「マイ・シップ」が最優秀ジャズ・インストゥルメンタル・ソロ賞を受賞した。
リチャード・S・ギネルはオールミュージックにおいて5点満点中4点を付け「このクインテットが2001年10月11日に行ったロサンゼルス公演は、かなり残念な出来だったが、ここに収録されたトロント公演では著しい進歩があり、2週間にわたり公演を積み重ねたことで、明らかに良い感じで引き締まっていった」「このクインテットは、昔ながらのジャズの限界を突破しているわけではないが、妥協なき知的な音楽を生み出すことには成功している」と評している。また、『CDジャーナル』のミニ・レビューでは「三世代にわたるジャイアンツが激突するアグレッシヴな演奏が聴ける。特にハーグローブの新境地が楽しい」と評されている。

## 収録曲
1. ザ・ソーサラー - "The Sorcerer" (Herbie Hancock) - 8:54
2. ザ・ポウイット - "The Poet" (Roy Hargrove) - 6:35
3. ソー・ホワット/インプレッションズ - "So What/Impressions" (Miles Davis/John Coltrane) - 12:51
4. ミステリー - "Misstery" (H. Hancock, Michael Brecker, R. Hargrove) - 8:16
5. ナイーマ - "Naima" (J. Coltrane) - 7:29
6. トランジション - "Transition" (J. Coltrane) - 10:26
7. マイ・シップ - "My Ship" (Kurt Weill, Ira Gershwin) - 8:40
8. D・トレーン - "D Trane" (M. Brecker) - 15:11

## 参加ミュージシャン
- ハービー・ハンコック - ピアノ
- マイケル・ブレッカー - テナー・サクソフォーン
- ロイ・ハーグローヴ - トランペット、フリューゲルホルン
- ジョン・パティトゥッチ - ベース
- ブライアン・ブレイド - ドラムス